# Tramea
Tramea là một chi chuồn chuồn trong họ Libellulidae.

## Các loài
Chi này có khoảng 24 loài được ghi nhận:
- Tramea abdominalis (Rambur, 1842)
- Tramea aquila Lieftinck, 1942
- Tramea basalis Hagen, 1875
- Tramea basilaris
  - Tramea basilaris basilaris
  - Tramea basilaris burmeisteri Kirby,1889
- Tramea binotata (Rambur, 1842)
- Tramea calverti Muttkowski, 1910
- Tramea carolina (Linnaeus, 1763)
- Tramea continentalis Selys, 1878
- Tramea cophysa Hagen, 1867
- Tramea eurybia Selys, 1878
  - Tramea eurybia eurybia
  - Tramea eurybia monticola Lieftinck, 1942
- Tramea insularis Hagen, 1861
- Tramea lacerata
- Tramea liberata Lieftinck, 1949
  - Tramea liberata liberata
  - Tramea liberata lieftincki (Watson, 1967)
- Tramea limbata (= T. similata, T. stylata)
- Tramea loewii Brauer, 1866
- Tramea madagascariensis Kirby, 1889
- Tramea minuta De Marmels & Racenis, 1982
- Tramea onusta Hagen, 1861
- Tramea phaeoneura Lieftinck, 1953
- Tramea rosenbergi Brauer, 1866
- Tramea rustica De Marmels & Racenis, 1982
- Tramea stenoloba (Watson, 1962)
- Tramea transmarina Brauer, 1867
  - Tramea transmarina euryale Selys, 1878
  - Tramea transmarina intersecta Lieftinck, 1975
  - Tramea transmarina propinqua Lieftinck, 1942
  - Tramea transmarina samoensis Brauer, 1867
  - Tramea transmarina transmarina
  - Tramea transmarina yayeyamana Asahina, 1964
- Tramea virginia (Rambur, 1842)